# 69500 Ginobartali
69500 Ginobartali este o planetă minoră (asteroid) din centura de asteroizi. A fost descoperită pe 6 februarie 1997 la Colleverde⁠(d) de Vincenzo Silvano Casulli⁠(d). 
Obiectul prezintă o orbită caracterizată de o semiaxă mare de 2,4387248837025 UAi, o excentricitate de 0,15, o înclinație de 2,4 ° în raport cu ecliptica.